# Пацифички рагби куп нацијa
Пацифички куп нација (енгл. Pacific Nations Cup) је рагби јунион такмичење у коме учествују репрезентације Канаде, Сједињених Америчких Држава, Јапана, Самое, Тонге и Фиџиа.

## О такмичењу
Такмичење се одржава сваке године од 2006. Рагби јунион је национални спорт у Тонги, Самои и Фиџију , а популаран је и у Канади ( Канада је 1991. играла у четврт финалу светског првенства ), Јапану ( Јапан је добио домаћинство светског првенства у рагбију 2019. ) и Сједињеним Америчким Државама ( Американци су освајали златне медаље у рагбију на олимпијским играма у првој половини 20. века )